# Lineus frauenfeldi
Lineus frauenfeldi är en djurart som tillhör fylumet slemmaskar, och som beskrevs av Senz 1997. Lineus frauenfeldi ingår i släktet Lineus och familjen Lineidae. Inga underarter finns listade i Catalogue of Life.